# Homole (kulle)
Homole är en kulle i Tjeckien.   Den ligger i regionen Hradec Králové, i den nordöstra delen av landet, 140 km öster om huvudstaden Prag. Toppen på Homole är 1 001 meter över havet. Homole ingår i Orlické Hory.
Terrängen runt Homole är huvudsakligen lite kuperad.Runt Homole är det mycket glesbefolkat, med 7 invånare per kvadratkilometer. Närmaste större samhälle är Rychnov nad Kněžnou, 16,9 km sydväst om Homole. I omgivningarna runt Homole växer i huvudsak blandskog.